# Америчка нацистичка партија
Америчка нацистичка партија (енгл. American Nazi Party, АNP) је америчка политичка партија коју је основао Џорџ Линколн Роквел. Сједиште партије је у Арлингтону у Вирџинији. Роквел је у почетку партију назвао Светска унија предузимљивих национал социјалиста (енгл. World Union of Free Enterprise National Socialists, WUFENS), али јој је 1960. године име промењено у Америчка нацистичка партија, како би се омогућила максимална пажња медија, и на тај начин партија била промовисана што је више могуће.
Партија се отворено дефинисала као следбеник идеологије националсоцијализма и политичких идеала и учења немачког фирера Адолфа Хитлера. АНП се устручавали да изразе расну нетрпељивост, истичући да жели стварање аријевске америчке нације, сачињене искључиво од припадника беле расе. Поред тога, одлучно је одбијала сваке критике да она представља скуп скинхеда, фанатика, криминалци, гангстери или неких алкохоличара.

## Коелова наслеђивање и идеолошке поделе
Мит Коел, Роквелов заменик, је био одани следбеник Адолфа Хитлера. Као такав, успео је да преузме вођење партије. Он је настојао да створи у јавности позитивну слику расизма, спорим процесима који су имали за циљ да постепено произведу општу нетрпељивост према свима онима који нису припадници беле расе. Иконографија партије се није битно променила:
- задржана је црвена застава са белим кругом и свастиком
- задржана је паравојна формација Јуришна милиција, која је носила идентичне униформе као и Јуришни одреди (СА).

Коел је покренуо партијску штампарију, која је добила назив по њиховом оснивачу и првом вођи Џорџу Линколну Роквелу.